# Чивецано
Чивеца̀но (на италиански: Civezzano, на местен диалект: Zivezàn, Цивецан) е малко градче и община в Северна Италия, автономна провинция Тренто, автономен регион Трентино-Южен Тирол. Разположено е на 469 m надморска височина. Населението на общината е 3999 души (към 2015 г.).